# Vida de familia (pel·lícula de 2017)
Vida de familia és una pel·lícula dramàtica xilena del 2017 dirigida per Alicia Scherson i Cristián Jiménez. Es va projectar a la secció World Cinema Dramatic Competition del Festival de Cinema de Sundance de 2017.

## Sinopsi
Una família se'n va de viatge i deixen la seva casa i el gat a cura de Martín, un cosí llunyà de més de quaranta anys i decebut de la vida. Un cop establert a la casa intentarà conquistar la seva atractiva veïna Paz, tot inventant-se una vida fantàstica.

## Repartiment
- Jorge Becker - Martín
- Gabriela Arancibia - Paz
- Blanca Lewin - Consuelo
- Cristián Carvajal - Bruno

## Nominacions i premis
- XXIV Mostra de Cinema Llatinoamericà de Catalunya: premi al millor guió.[3]
- Festival de Cinema de Miami 2017: Premi a la millor pel·lícula i Gran Premi del Jurat[4]